# Charlie és a csokigyár
A Charlie és a csokigyár (Charlie and the Chocolate Factory) egy 2005-ben készült amerikai kalandfilm-vígjáték, melyet a Warner Bros. Pictures készített. A film Roald Dahl Karcsi és a csokoládégyár című híres regényén alapul. A filmet Tim Burton rendezte, a főszerepet Johnny Depp játssza, akinek ez a harmadik közös filmes együttműködése a rendezővel. További szerepekben Helena Bonham Carter, Noah Taylor, David Kelly, AnnaSophia Robb és Christopher Lee látható, illetve Freddie Highmore, aki a címszereplő, Charlie nevű kisfiút alakítja. 
Premierje 2005. július 15-én volt az Egyesült Államokban. A magyarországi mozikban augusztus 18-án mutatták be.

## Cselekmény
|  | Alább a cselekmény részletei következnek! |

A film története egy képzelt világban játszódik, melynek csak töredéke kapcsolódik a valósághoz. Főhőse egy Picur Charlie (Freddie Highmore) nevű, szegény sorból származó kisfiú, aki szüleivel és nagyszüleivel él együtt egy rozzant viskóban. A család egy neves csokoládégyár mellett él, melynek tulajdonosa a zseniális, ám különc csokigyáros, Willy Wonka (Johnny Depp), akit még soha senki sem látott. A gyár kapui mindig zárva vannak, soha senki nem megy be vagy ki rajta, csak a legyártott édességek, amiket szétszállítanak szerte a világban.
Egyik nap Willy Wonka kihirdeti: öt tábla csokoládé csomagolásába elrejtett egy-egy aranyszelvényt, a szerencsés megtalálókat pedig meghívja a gyárába látogatónak, továbbá egyiküket külön ajándékkal jutalmazza, "amely minden képzeletet felülmúl". Charlie-nak minden vágya, hogy megtalálhassa az egyik aranybilétát. Végül sikerrel jár, és négy másik gyerek (a kövér és falánk Augustus Kugel (Philip Wiegratz), az elkényeztetett és akaratos Veruka Salt (Julia Winter), a nagyravágyó Violet Nyálias (AnnaSophia Robb), a rágózás világbajnoka, és az erőszakos, televízió-függő Mike Teevee (Jordan Fry)) és szüleik társaságában Wonka úr és törpe méretű munkásai, az aprócska umpa-lumpák végigkalauzolják őket a csokigyáron. A gyár minden egyes zuga tele van különösebbnél különösebb rejtélyekkel és meglepetésekkel. A négy másik gyerek azonban nem állja ki a próbákat, amiket a csokoládégyár eléjük állít, és jellemhibáik következtében mindnyájan pórul járnak: Augustust elnyeli a csokoládéfolyó, Violet egy csodarágót rágva elkékül és felfúvódik, Verukát a diótörő mókusok a szemetesbe hajítják, Mike pedig egy televízióban törpe méretűre zsugorodik. Az umpa-lumpák minden gyerek sorsát egy-egy gúnyos kis dallal kommentálják. Végül csak Charlie marad Wonka úrral, aki egy csodálatos ajándékkal jutalmazza a fiút: ő örökli az egész csokoládégyárat. Az aranybiléták mind arra szolgáltak, hogy Wonka úr örököst találjon a gyárához. Ehhez azonban Charlie-nak ott kellene hagynia a családját, hogy a gyárba költözhessen, így  visszautasítja az ajánlatot. Wonka úr igen meglepődik és elszomorodik ezen.
A csokoládégyárost ezek után folytonos, visszatérő emlékképek gyötrik a saját gyerekkoráról. Kisfiúként az apja, Wilbur Wonka fogász (Christopher Lee) kitagadta őt, mert nem engedte, hogy az édességiparban dolgozzon, lévén, hogy az édesség tönkreteszi a fogakat. Charlie szerint Wonka úrnak szembe kellene néznie a múltjával, így felajánlja, hogy a segítségével megkeresik az apját. Mikor végre rátalálnak, Dr. Wonka meghatódva köszönti a fiát, mint kiderül, az eltelt évek során nyomon követte Willy sikerét. Wonka úr kibékül az apjával, és megismétli az ajánlatát Charlie-nak, aki ezúttal boldogan mond igent, mivel most már a családjával együtt beköltözhet a csokigyárba.
|  | Itt a vége a cselekmény részletezésének! |

## Szereplők
| Szereplő       | Színész                      | Magyar hang     |
| -------------- | ---------------------------- | --------------- |
| Willy Wonka    | Johnny Depp                  | Nagy Ervin      |
| Picur Charlie  | Freddie Highmore             | Morvay Gábor    |
| Veruca Show    | Julia Winter                 | Talmács Márta   |
| Picur asszony  | Helena Bonham Carter         | Antal Olga      |
| Picur úr       | Noah Taylor                  | Lippai László   |
| Joe nagypapa   | David Kelly                  | Versényi László |
| Violet Nyálias | AnnaSophia Robb              | Kántor Kitty    |
| Dr. Wonka      | Christopher Lee              | Reviczky Gábor  |
| Umpa-lumpák    | Deep Roy Danny Elfman (ének) | Bereczki Zoltán |
| Mike Teevee    | Jordan Fry                   | Baráth István   |
| Augustus Kugle | Philip Wiegratz              | Kardos Bence    |
| Mesélő         | Geoffrey Holder              | Bitskey Tibor   |

## Filmzene
A film valamennyi zenéjét Danny Elfman szerezte. Klasszikus hangszereken, úgymint hegedű, zongora, trombita és üstdob kíséretében hangzanak el. Továbbá a film zenéi többféle zenei műfajba sorolhatók, többek között rock, popzene és funk műfajba. Elfman emellett a filmben elhangzó betétdalok szerzője is, a dalok szövege Roald Dahl könyvének kis versein alapul. A dalokat mind Elfman énekli fel az umpa-lumpák hangján (akiket Depp Roy személyesít meg). A film zenéi 2005. július 12.-én jelentek meg, egy héttel a mozifilm bemutatója előtt.
A filmben öt különböző betétdal hangzik el, mind az umpa-lumpák előadásában. Egy közülük a csokoládégyáros Willy Wonkát mutatja be, míg a többi a négy pórul járt gyerek balsorsára fordulásakor hangzik el a filmben. Íme a dalok, időrendi sorrendben:
| Magyar         | Magyar          | Angol                | Angol        |
| Dal            | Előadó          | Dal                  | Előadó       |
| -------------- | --------------- | -------------------- | ------------ |
| Willy Wonka    | Bereczki Zoltán | "Willy Wonka"        | Danny Elfman |
| Agustus Kugle  | Bereczki Zoltán | "Agustus Kugle"      | Danny Elfman |
| Violet Nyálias | Bereczki Zoltán | "Violet Beauregarde" | Danny Elfman |
| Veruka Show    | Bereczki Zoltán | "Veruka Salt"        | Danny Elfman |
| Mike Teevee    | Bereczki Zoltán | "Mike Teevee"        | Danny Elfman |

## Díjak, jelölések
- 2006 – BAFTA-díj jelölés – Legjobb jelmeztervezés – Gabriella Pescucci
- 2006 – BAFTA-díj jelölés – Legjobb látványtervezés – Legjobb vizuális effektusok – Alex McDowell
- 2006 – BAFTA-díj jelölés – Legjobb smink és maszk
- 2006 – BAFTA-díj jelölés – Legjobb hangeffektusok
- 2006 – Golden Globe-díj jelölés – Legjobb színész, zenés film és vígjáték kategória – Johnny Depp
- 2006 – Golden Globe-díj jelölés – Legjobb filmzene – Danny Elfman
- 2006 – Oscar-díj jelölés – Legjobb jelmeztervezés – Gabriella Pescucci

## Eltérések a könyvtől
A film viszonylag hűen követi Roald Dahl művét, viszont a befejezését teljesen megváltoztatja: a könyvben Charlie-nak nem kell választania a csokigyár és a családja között, sőt, Wonka úr erőlteti, hogy az eleinte ellenkező család is jöjjön velük a csokoládégyárba. Wonka úr és apja viszonyáról egyáltalán nincs szó a könyvben, Wilbur Wonka figuráját a filmhez alkották meg, hogy megindokolják, Willy Wonkának mi a baja a családdal, s hogy ezáltal több szerepet adjanak számára a filmben.